# Crazy Taxi 2
Crazy Taxi 2 ist ein actionlastiges Rennspiel für Sega Dreamcast. Es erschien 28. Mai 2001 in den Vereinigten Staaten. Am 31. Mai erfolgte die Veröffentlichung in Japan. In Europa kam das Spiel am 6. Juli 2001 heraus. Es ist Teil der Crazy-Taxi-Spiele.

## Spielprinzip
Das Gameplay ist dem Vorgänger sehr ähnlich und konzentriert sich darauf, die Fahrgäste an ihren Zielen zu bringen. Im Gegensatz zu seinem Vorgänger erlaubt Crazy Taxi 2 dem Spieler, mehrere Passagiere mitzunehmen. Das Spiel sah auch die Einführung der „Crazy Hop“-Funktion vor, die es dem Spieler ermöglicht, über bestimmte Oberflächen zu springen, um Zeit zu sparen, während sie Taxipassagiere durch die Orte befördern. Durch Bewegungen wie „Crazy Hop“ und „Crazy Dash“ sammelt der Fahrer Trinkgelder von seinen Mitfahrern, was die Gesamtpunktzahl erhöht. Je länger die Distanz, desto mehr Geld kann der Spieler verdienen. Es gibt eine zeitliche Begrenzung, wenn jeder Kunde zum Zielort gefahren wird. Wenn das Zeitlimit vor Erreichen des Ziels abläuft, springt der Kunde aus dem Taxi. Abgesehen von einem Zeitlimit gibt es im Spiel keine Einschränkungen für die Spieler, sodass der Spieler so schnell und rücksichtslos fahren kann, wie er möchte. Erstmals lassen sich auch Fahrten aufzeichnen und auf der VMU speichern. Dies können entweder Crazy-Pyramid-Fahrten sein oder „normale“ Fahrten, für die allerdings zusätzliche Startpunkte zur Verfügung stehen, und bei denen man ein festes Zeitkonto hat. Bewertet wird entsprechend danach, wie crazy die Fahrt ist, und nicht, wie viel Geld man verdient hat. Außerdem kann man im Spiel auch das Minispiel Crazy Pyramid freischalten. Das Spiel bietet erneut einen lizenzierten Soundtrack mit neuen Liedern der Band The Offspring und erstmals auch Methods of Mayhem.

## Rezeption
Crazy Taxi 2 erhielt überwiegend positive Kritiken. Laut Metacritic bekam das Spiel eine Punktzahl von 82/100. Jeff Lundrigan von Next Generation gab dem Spiel drei von fünf Sternen und sagte: „Wer den Vorgänger geliebt hat, wird dieses Spiel genauso mögen.“